# Segunda Batalha de Lyman
A Segunda Batalha de Lyman foi um confronto militar durante a invasão da Ucrânia pela Rússia em 2022, parte da contraofensiva ucraniana de Carcóvia em 2022. A batalha começou em 10 de setembro de 2022 durante a contraofensiva e terminou três semanas depois, em 2 de outubro. Em 30 de setembro, as forças ucranianas se aproximaram da cidade depois de cruzar o rio Siverskyi Donets, avançando ao longo dos flancos sul e leste de Lyman enquanto capturavam terras a noroeste do assentamento, permitindo que as forças ucranianas cortassem a única estrada que abastecia as forças de ocupação. Em 1.º de outubro, as forças ucranianas entraram em Lyman após a retirada russa.

## Contexto
Um mês após o início da invasão, a Rússia alegou controlar 93% do oblast de Lugansk, com Severodonetsk e Lysychansk sendo redutos ucranianos estrategicamente importantes na área. Os planos russos para capturar Severodonetsk dependiam de seus sucessos nas cidades vizinhas de Rubizhne, ao norte, e Popasna, ao sul. Em 6 de abril, as forças russas haviam capturado 60% de Rubizhne, e a artilharia russa destruía Severodonetsk em "intervalos regulares e constantes". No dia seguinte, forças ucranianas conduziram uma ofensiva que supostamente afastou as forças russas de 6 a 10 quilômetros da outra cidade vizinha de Kreminna. As forças russas teriam capturado Rubizhne e a cidade vizinha de Voevodivka em 12 de maio de 2022.
Ao sul de Lyman, ocorrera a batalha de Donets, com a Ucrânia repelindo várias tentativas russas de cruzar o rio. Cerca de 400 a 485 russos morreram durante as tentativas frustradas.
Em 27 de maio, no entanto, o Ministério da Defesa da Ucrânia afirmou que a batalha pelo controle da cidade ainda estava em andamento, afirmando que suas forças continuavam a controlar os distritos do sudoeste e nordeste, enquanto outras autoridades ucranianas reconheceram que a maior parte de Lyman, incluindo o centro da cidade, estava sob controle russo. Além disso, o Reino Unido também avaliou que a maior parte da cidade estava sob controle russo.

## Batalha

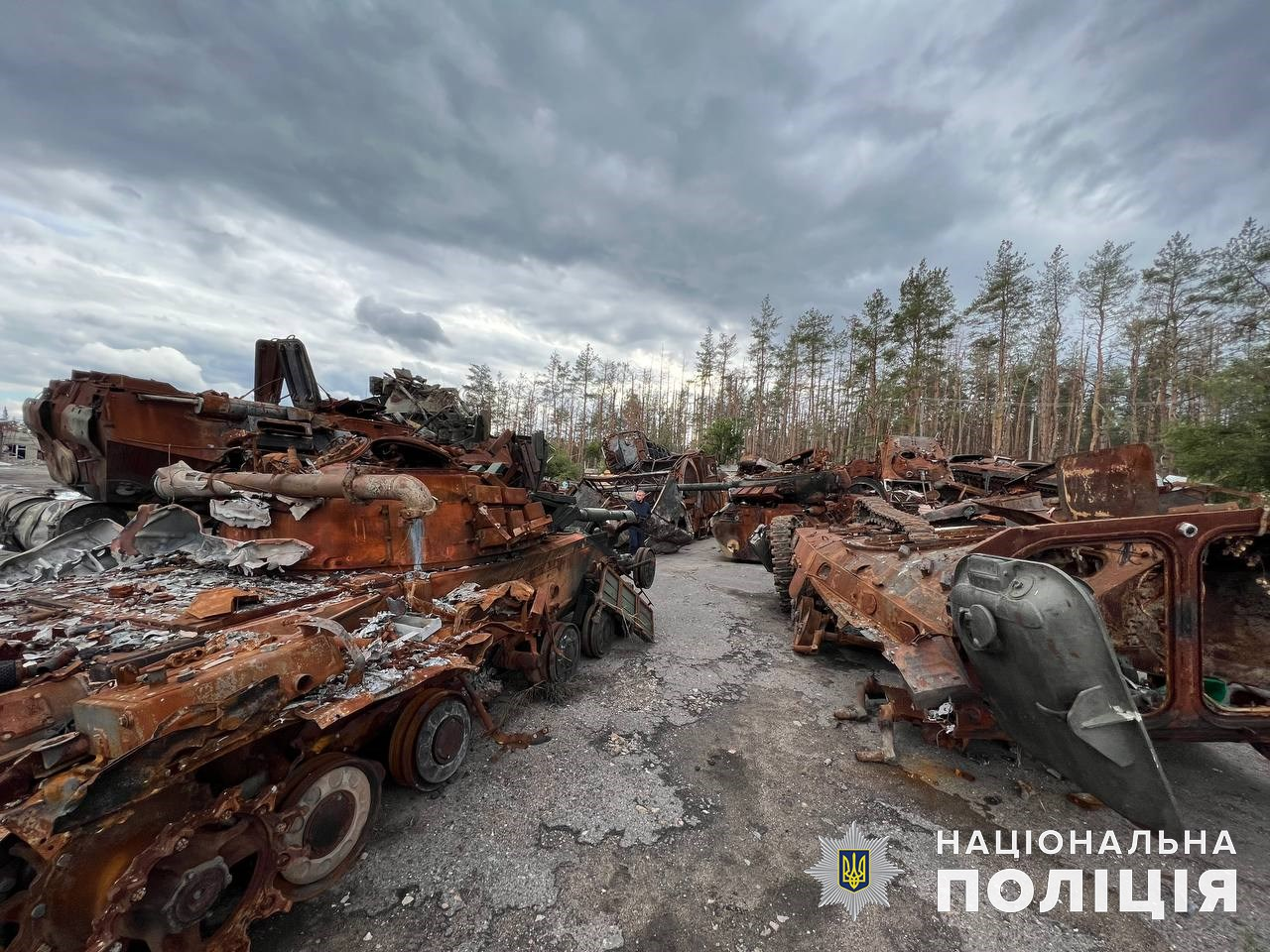
Equipamento militar russo destruído em Lyman.

Em 3 de setembro, as forças ucranianas cruzaram o rio Siverskyi Donets e recapturaram Ozerne, a primeira aldeia daquele lado do rio a cair nas mãos dos ucranianos desde junho. Em 5 de setembro, os ucranianos entraram na aldeia de Staryi Karavan, a apenas 15 quilômetros de Lyman.
Em meio à contraofensiva ucraniana de Carcóvia em 2022, quando a forças ucranianas recapturaram Kupiansk e Izium, a Ucrânia também afirmou ter alcançado a periferia sul de Lyman em 10 de setembro. No mesmo dia, mais equipamentos militares foram enviados para Lyman e batalhas foram travadas nos arredores da cidade. Igor Girkin relatou que o exército russo havia recuado e unidades separatistas estavam defendendo áreas florestais perto de Lyman. As forças ucranianas estavam se movendo para cercar Lyman do sul, leste, oeste e noroeste, e depois do norte. Em 30 de setembro, o correspondente de guerra russo, Semyon Pegov, relatou que a última rodovia para Lyman havia sido cortada pelas forças ucranianas, chamando a situação de "extremamente difícil" para os soldados russos cercados.
Em 1.º de outubro, tropas ucranianas hastearam a bandeira ucraniana na entrada de Lyman, depois que as tropas se retiraram da cidade.

## Consequências
A Ucrânia recuperou um importante centro ferroviário, permitindo operações no norte do oblast de Donetsk (no lado esquerdo do rio Siverskyi Donets). A recaptura de Lyman também foi um golpe na legitimidade da anexação russa dos oblasts de Donetsk e Lugansk em 30 de setembro de 2022 e abriu as portas para um possível avanço para o norte para Svatove e avanço para o leste para Kreminna.
Em 7 de outubro de 2022, os governadores Pavlo Kyrylenko e Ukrinform afirmaram que uma vala comum contendo cerca de 180 corpos foi encontrada em Lyman. Ainda não se sabe o número exato, identidades (militares ou civis) e causas da morte das pessoas. Em 20 de outubro, o Departamento de Polícia do oblast de Donetsk informou que os corpos de 111 civis e 35 soldados foram encontrados em um cemitério em massa composto por trincheiras, com algumas sepulturas não identificadas. Na época, a polícia disse que "58 cemitérios em massa [tinham] sido encontrados nos assentamentos liberados de Donetsk", 25 dos quais estavam localizados em Lyman.